# Kelly (motorfiets)
Kelly is de merknaam van scooter-achtige motorfietsen die in de jaren twintig geproduceerd werden.
De bedrijfsnaam was: Kelly Patent Cycles, Brighton.
Kelly maakte zeer eenvoudige motorfietsen met een speciaal frame met een lage instap, waar een 318cc-Dalm-tweetaktmotor in gemonteerd was. Opvallend was het hoog geplaatste, vierkante zadel. De machine werd geen succes door zijn aparte uiterlijk, maar ook omdat tests door motorjournalisten uitwezen dat het eerste model onstabiel was. Hoewel Kelly probeerde zijn ontwerp te verbeteren kwam het niet tot (grote) serieproductie.